# (581) Tauntonia
(581) Tauntonia – planetoida z pasa głównego asteroid okrążająca Słońce w ciągu 5 lat i 280 dni w średniej odległości 3,21 j.a. Została odkryta 24 grudnia 1905 roku w Taunton (Massachusetts) przez Joela Metcalfa. Nazwa planetoidy pochodzi od miasta w którym została odkryta. Przed jej nadaniem planetoida nosiła oznaczenie tymczasowe (581) 1905 SH.